# Liste von Psychiatrien in Baden-Württemberg
Die Liste von Psychiatrien in Baden-Württemberg erfasst ehemalige und aktuelle psychiatrische Fachkliniken des Landes Baden-Württemberg.

## Liste
Chronologisch nach Gründung.
| Name                                                                   | Ort                | Gründung | Bemerkungen | Bild |
| ---------------------------------------------------------------------- | ------------------ | -------- | --- | ---- |
| Heil- und Pflegeanstalt Pforzheim                                      | Pforzheim          | 1804     | 1921 geschlossen. |      |
| Zwiefalten (ZfP Südwürttemberg)                                        | Zwiefalten         | 1812     | Als „Königlich-Württembergische Staatsirrenanstalt“ gegründet. |      |
| Klinikum Schloß Winnenden                                              | Winnenden          | 1834     | Als „Heilanstalt Schloss Winnenthal“ gegründet. |      |
| Heil- und Pflegeanstalt Illenau                                        | Achern             | 1842     | 1940 im Rahmen der Aktion T4 ganz aufgelöst. |      |
| Kennenburg                                                             | Esslingen          | ca. 1845 | |      |
| Christophsbad Göppingen                                                | Göppingen          | 1852     | Gegründet von Heinrich Landerer als „Private Heil- und Pflegeanstalt für Gemüts- und Nervenkranke“, heute Christophsbad Göppingen als Teil der Christophsbad Klinikgruppe, die drei Kliniken, das Christophsheim und ein MVZ umfasst. |      |
| Kreispflegeanstalt Geisingen                                           | Baden              | 1872     | Heute Pflegeheim Haus Wartenberg im Bereich der Seniorenpflege. |      |
| Bad Schussenried (ZfP Südwürttemberg)                                  | Bad Schussenried   | 1875     | Als „Königliche Heil- und Pflegeanstalt Schussenried“ gegründet. |      |
| Psychiatrische Universitätsklinik Heidelberg                           | Heidelberg         | 1878     | Gegründet als „Großherzoglich Badische Universitäts-Irrenklinik Heidelberg“ |      |
| Klinik für Psychiatrie und Psychotherapie Freiburg                     | Freiburg-Herdern   | 1886     | |      |
| Zentrum für Psychiatrie Emmendingen                                    | Emmendingen        | 1889     | Als „Großherzogliche Heil- und Pflegeanstalt Emmendingen“ gegründet. |      |
| Weißenau (ZfP Südwürttemberg)                                          | Ravensburg         | 1892     | Als „Heilanstalt Weissenau“ gegründet. |      |
| Vinzenz-von-Paul-Hospital                                              | Rottweil           | 1898     | Aus der „Irren-, Heil- und Pflegeanstalt Sankt Vinzenz“ in Schwäbisch Gmünd hervorgegangen. |      |
| Klinikum am Weissenhof                                                 | Weinsberg          | 1903     | Als „Königliche Heilanstalt“ gegründet. |      |
| Psychiatrisches Zentrum Nordbaden                                      | Wiesloch           | 1905     | Als „Großherzoglich Badische Heil- und Pflegeanstalt“ gegründet. |      |
| Zentrum für Psychiatrie Reichenau                                      | Reichenau          | 1913     | Als „Großherzoglich Badische Heil- und Pflegeanstalt bei Konstanz“ gegründet. |      |
| Pflegeanstalt Rastatt                                                  | Rastatt            | 1934     | 1939 wurde die Anstalt im Rahmen der Aktion T4 ganz aufgelöst. |      |
| Klinik Dr. Schwarz                                                     | Ulm                | 1936     | Damals gegründet als Nervenklinik Klinik Dr. Rueff |      |
| Klinikum Nordschwarzwald                                               | Calw               | 1975     | |      |
| Klinik für Psychiatrie und Psychotherapeutische Medizin                | Karlsruhe          | 1987     | [ 6 ] |      |
| Klinik am Leisberg                                                     | Baden-Baden        | 2002     | Private Akutklinik für Psychiatrie und Psychotherapie. Abteilung für Kinder- und Jugendpsychiatrie und -psychotherapie. |      |
| Friedrichshafen (ZfP Südwürttemberg)                                   | Friedrichshafen    |          | |      |
| Krankenhaus Tauberbischofsheim                                         | Tauberbischofsheim |          | Fachabteilung für Psychiatrie, Psychosomatische Medizin und Psychotherapie |      |
| Universitätsklinik für Psychiatrie und Psychotherapie                  | Tübingen           |          | |      |
| Universitätsklinikum Ulm Klinik für Psychiatrie und Psychotherapie III | Ulm                |          | |      |